# Knud Zimsen
Knud Zimsen (født 17. august 1875 i Hafnarfjörður, død 15. april 1953) var i 18 år borgmester i Islands hovedstad Reykjavík, længere end nogen anden.

## Baggrund og uddannelse
Knud Zimsen var det femte af ti børn - og første søn - af det fra Danmark tilflyttede ægtepar Knud Due Christian Zimsen (født 1841) og Anna Cathinca. Hans mor voksede op i Randers. Hans far var født i København, men flyttede kort derefter med sin familie til Grenaa og endelig i 1855 til Island. Han ledede senere en Knudtzon-butik i Hafnarfjörður og havde det overordnede tilsyn med en anden i Reykjavík. Christian og Anna blev gift i 1868.
Zimsen tog i foråret 1893 studentereksamen fra Menntaskólinn í Reykjavík og sejlede i begyndelsen af august samme år til København. Her uddannede han sig til ingeniør, en uddannelse han fuldførte omkring 1900. Han vendte hjem til Reykjavík i 1902.

## Karriere
I Island arbejdede Zimsen i næsten tredive år til gavn for byen Reykjavík. Han sad i byrådet og arbejdede som kommuneingeniør og landmåler. I løbet af skoleåret 1903-04 var han også lærer på det kommunale gymnasium.
Borgmesterposten i Reykjavík blev oprettet i 1907, og året efter kom der to ansøgninger til embedet. Zimsens og en fra Páll Einarsson, der var sysselmand i Hafnarfjordur. Valget 7 maj faldt ud til fordel for Páll, der vandt med stemmerne 10-3, men i 1914 blev Zimsen hans efterfølger. I løbet af sin lange embedsperiode arbejdede han for at videreføre opførelsen af hovedbygningen på Islands Universitet på dens nuværende placering, og fra 1930 for at gennemføre en systematisk udbygning af det geotermiske netværk, der nu forsyner byen med al strøm. Desuden var han formand for handelskommissionen og leder af den såkaldte Ingólfskommission, der organiserede opførelsen af et monument for byens grundlægger Ingólfur Arnarson, der blev afsløret i 1924.
I en alder af 57 år fratrådte Zimsen i 1932 embedet af helbredsmæssige årsager. Efterfølgende var han blandt andet medstiftende medlem af Rotary Club i Reykjavík.

## Familie
I 1901 giftede han sig med Flora Marie Heintzelmann (født 1869, død 1927), de fik ingen egne børn, men adopterede datteren Ingibjörg (født  16. juni 1904, død 17. august 1979). I foråret 1902 flyttede parret til Reykjavík. Her opførte Zimsen i 1905 Gimli-huset som familiebolig, hvor det islandske turistbureau har til huse i dag. Han og Flora ejede en stor have, som hun dyrkede kærligt. I 1911 solgte de huset, da vedligeholdelsen var for dyr.
To år efter Floras død indgik Zimsen 1929 sit andet ægteskab med Anna S. Einarsdóttir, og de fik to børn sammen, Knutur Hafsteinn Zimsen (født 9. februar 1931, død 17. juni 1956) og Anna Johanna Zimsen (født 7. juni 1932, død 5. november 2014).